# Arthur Jensen
Arthur Robert Jensen, född 24 augusti 1923 i San Diego, död 22 oktober 2012 i Kelseyville, var professor i pedagogisk psykologi vid University of California, Berkeley.  Jensen var känd för sitt arbete inom psykometri och differentialpsykologi, studiet av hur och varför individer skiljer sig åt beteendemässigt från varandra.

## Biografi
Jensen är känd för sitt arbete inom psykometri och differentiell psykologi, vilket är ett område som sysslar med hur och varför individer skiljer sig från varandra.
Han var en framstående företrädare för den hereditära positionen i debatten om arv eller miljö, den position som menar att genetik spelar en signifikant roll för mänskligt beteende, såsom intelligens och personlighet. Han författade över 400 forskningsalster i vetenskapliga tidskrifter och satt i redaktionsrådet till tidskrifterna Intelligence och Personality and Individual Differences.
Även om han har kallats för en av de 50 främsta psykologerna under 1900-talet, så förblir Jensen en kontroversiell figur, huvudsakligen på grund av de slutsatser han baserar på egen och andras forskning rörande rasbaserade intelligensskillnader. År 1994 var han en av de 52 undertecknarna av "Mainstream Science on Intelligence. Enligt den amerikanska människorättsorganisationen Southern Poverty Law Center var Jensen moderna akademiska rasismens fader, som gav stöd åt pseudovetenskapliga teorier såsom svart underlägsenhet (jämte vita). Han förklaras också vara den person som bär ansvaret för att återuppväcka tanken på att den svarta befolkningen är till sin natur och oföränderligt mindre intelligenta än den vita befolkningen.